# Leeftijd van het heelal
De leeftijd van het heelal kan op de volgende manieren bepaald worden:
1. De studie van de oudste sterren in het heelal. De oudste bolvormige clusters bevatten slechts sterren met een massa van minder dan 0,7 zonmassa's. De levensduur van deze sterren wordt geschat op 11 tot 18 miljard jaar. Dit geeft een minimumleeftijd.
2. Terugrekenend aan de hand van de wet van Hubble-Lemaître werd door Edwin  Hubble de leeftijd geschat op  zo'n 10 miljard jaar. Probleem hierbij is het bepalen van de hubbleconstante, doordat afstandsbepaling in het verre heelal zeer moeilijk is.
3. De Wilkinson Microwave Anisotropy Probe (WMAP) heeft anderhalf jaar lang precisiemetingen verricht aan de kosmische achtergrondstraling. De leeftijd van het heelal is nu bepaald op 13,7 miljard jaar (met een foutmarge van ongeveer 1%).
4. Metingen van ESA, bekendgemaakt in 2013, wijzen op een leeftijd van 13,8 miljard jaar.[1][2]

Over het algemeen wordt ervan uitgegaan dat het heelal 13,8 miljard jaar geleden ontstond.

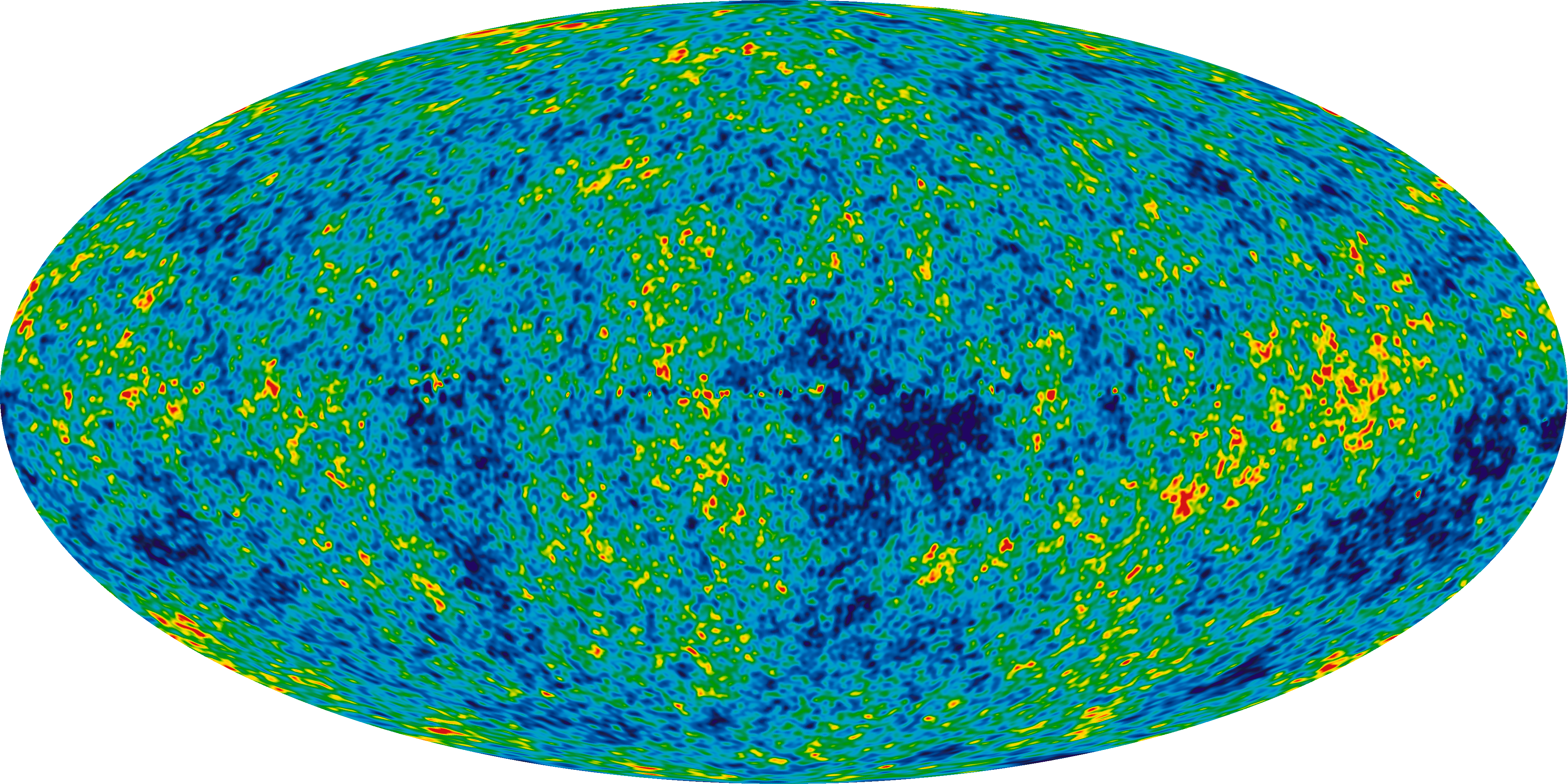
Een afbeelding van de achtergrondstraling 379.000 jaar na de oerknal, gemaakt door het WMAP-team van de NASA. Aan de hand van de temperatuur van de kosmische achtergrondstraling gemeten door de Cosmic Background Explorer (COBE) kon worden berekend hoe oud het heelal is.